# شیگرو جوشیما
شیگرو جوشیما (انگلیسی: Shigeru Joshima؛ زادهٔ ۱۷ نوامبر ۱۹۷۰) موسیقی‌دان اهل ژاپن است. وی از سال ۱۹۸۶ میلادی تاکنون مشغول فعالیت بوده‌است.